# محمد بيلو (قاضي)
محمد بيلو (بالإنجليزية: Mohammed Bello)‏ هو قاضي نيجيري، ولد في 1930، وتوفي في 2004.